# نبرد بورودینو
نبرد بورودینو در ۷ سپتامبر ۱۸۱۲، با حمله ارتش امپراتوری اول فرانسه به رهبری ناپلئون بناپارت به روسیه و رویارویی آنها با ارتش امپراتوری روسیه در مجاورت روستایی با همین نام به وقوع پیوست. نبرد برودینو با بر جای گذاشتن مجموع قریب به ۷۵ هزار نفر تلفات از طرفین، خونین‌ترین نبرد سده نوزدهم بود. در پی پیروزی تاکتیکی فرانسوی‌ها در این نبرد، نیروهای روس با رها کردن مسکو، به سمت شمال شرقی عقب‌نشینی کردند تا متعاقبا مسکو روز ۱۴ سپتامبر به تصرف ناپلئون دربیاید.